# Системна теорія Лумана
Системна теорія Лумана – концепція соціальної системи, що ототожнює комунікацію з суспільством. Теорію розробив соціолог Ніклас Луман. Головна ідея полягає у важливості комунікації як рушія соціальних процесів. Комунікація виступає специфічною операцією, яка й відтворює соціальну систему. 

## Історія дослідження
Теорія є продовженням досліджень американського соціолога Талкотта Парсонса. Використовувати термін "системна теорія" Луман почав з початку 1960-х. Його перша лекція в Мюнстерському університеті в 1967 на тему «Соціологічне просвітництво» ініціювала дослідний проект, метою якого було створити загальну соціологічну теорію і детально розглянути всі виміри сучасного суспільства.  1980  опублікований перший з чотирьох томів під назвою «Соціальна структура і семантика: дослідження соціології знання в сучасному суспільстві», останній том побачив світ у 1995. 
У загальному, дослідницьку діяльність Лумана  поділяють на два етапи. Перший  триває від вивчення радикального функціоналізму до публікації праці «Соціальні системи» (1984). Саме ця праця утвердила Лумана як авторитетного соціолога. Другий етап дослідження пов’язаний з переосмисленням аутопоезиса та центральної ролі комунікації. На тему соціальних систем Луман написав 77 книг та 250 статей.

## Загальні положення теорії
Системна теорія містить теорію комунікації, еволюції медіа та суспільства. Луман визначає будь-який соціальний процес комунікацією. Світ складається з навколишнього середовища та системи. Система в розумінні Лумана – це єдине ціле, що може існувати відносно самостійно. У системі відсутня природна адаптація до навколишнього середовища, оскільки воно має складну будову. Елементи розташовані за межами системи не належать їй, і можуть бути відібрані іншою системою.  Тому система вибудовує ту  комплектність, яку вона спроможна охопити. Процес створення системи замкнутий:  побачити оточення системи зсередини й вивчити її зовні є неможливим. Якщо системі загрожують зовнішні перешкоди, вона інтерпретує їх відповідно до власного коду. Реакція системи  залежить від результату інтерпретації.
Основні поняття теорії:
- форма - відмінність однієї системи від іншої. Має дві сторони розрізнення: внутрішню та зовнішню;

- медіум[4] - протиставлення формі, довільне поєднання елементів системи;

- аутопоезис - здатність системи до відновлення своїх елементів;

- сенс - умова, за якої можлива комунікація.

## Типи систем за Луманом[5]
Ніклас Луман виділяє три типи систем: соціальна, фізична та органічна. 
Соціальна система – це взаємозв’язок соціальних явищ та процесів. Соціальні системи  покликані «…робити світ придатним до потреб людини хоча б за мінімальним порядком, аби людина могла в ньому орієнтуватися та діяти планомірно…» Соціальний світ створює можливості очікувати на певні дії від інших  членів суспільства. Саме факт очікування чи передбачення є фактом участі у конструюванні соціальної системи. Соціальна система функціонує за допомогою ключового елемента – комунікації. 
Соціальні системи самоорганізовуються в двох аспектах: 1. організація власних кордонів; 2. виробництво власних структур у межах своєї території.
Фізична система – це людина в її фізичній сутності, яка поводиться на основі своїх емоцій. Взаємодія двох фізичних систем є першоджерелом утворення соціальної системи. Для кожної фізичної системи інша істота є довкіллям та складністю.
Органічна система – це система, яка пов’язана з органічними функціями та структурою фізичної особи. В уявленні Лумана людина – це єдність фізичної, органічної та нейронної системи. 
Єдність систем Луман вбачав у смислі. Саме за допомогою смислів системи спрощують складність та створюють простір для передачі даних. У фізичній системі смисл виступає мисленням, а в соціальній – комунікацією.

## Місце комунікації в теорії

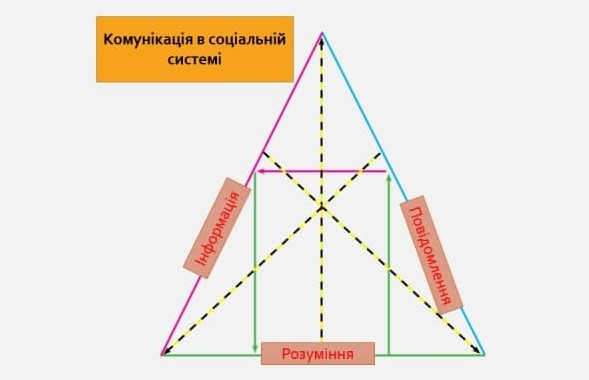
Тріада повідомлення, розуміння та інформації

Дослідник сегментував комунікацію на повідомлення, розуміння та інформацію. Основним елементом комунікації є інформація, яка змінює стан системи. Повідомлення – це дія, обумовлена зовнішнім характером інформації та відповідає за подальшу її передачу.Повторюване повідомлення не містить інформації. Розуміння виступає завершальним елементом комунікаційного процесу й оброблення інформації. Розуміння відбувається разом з розрізненням інформації та повідомлення.Вибір конкретного спілкування, що відбувається з одного боку, призводить до вибору конкретного розуміння з іншого боку. З обох понять інформація для системи спілкування виникає як вибіркова різниця між розумінням та спілкуванням.  
До другорядних елементів комунікації належать теми й репліки. Теми  розширюють або звужують систему, поєднують репліки в смисли.

## Аутопоезис Лумана[8]
Вивчаючи смисли, Луман увів у свою теорію поняття саморефенерації або аутопоезису. Це означає, що система в процесі утворення зв’язку з довкіллям зберігає свою автономію. Аутопоетична (оперативно-закрита) система має здатність до створення і відновлення своїх складових частин. Така система існує на трьох рівнях: коду, структури та процесу. 
За Луманом, код - просте розрізнення між двома альтернативами. Натомість структури виступають умовами, за яких ухвалюється рішення про відокремлення. Процесом є перебіг взаємодії всередині та ззовні системи. В єдності ці елементи  забезпечують самореференційність соціальної системи. Самореференційніть соціуму полягає у спроможності аргументації своїх вчинків та пріоритетів.

## Значення
Луман окреслив новий підхід до системного аналізу та переосмислив теорію систем. Помістивши комунікацію у центр суспільного життя, дослідник визнав її фундаментом конструювання суспільства. Луман позицінував функціональну диференціацію як основну рису сучасного соціуму. За допомогою міждисциплінарного підходу, Луман переглянув соціологічні засади та змінив дихотомії "суб'єкт-об'єкт" та "індивід-суспільство" розрізненням системи та навколишнього середовища.   Новий соціологічний метод став основою дослідження комунікації системи та соціологічної ролі медіа.

## Критика
Засади системної теорії Лумана критикував німецький філософ Юрген Хабермас. Юрген зазначав, що в теорії немає критики небажаних соціологічних явищ, наприклад, розвитку суспільства у напрямку закритої системи. Так само Луман не звертає увагу на можливість взаємопроникнення окремих систем. Слабкі сторони теорії проявляються  у визнанні рівноправності систем та недостатності фактів для опису відносин між системами.